# Disuguaglianza di Popoviciu
In analisi matematica, la disuguaglianza di Popoviciu è una disuguaglianza riguardante le funzioni convesse. È simile alla disuguaglianza di Jensen e fu pubblicata nel 1965 dal matematico rumeno Tiberiu Popoviciu.

## Enunciato
Sia ƒ una funzione da un intervallo {\displaystyle I\subseteq \mathbb {R} } in {\displaystyle \mathbb {R} }. Se ƒ è convessa, allora per tre punti qualsiasi {\displaystyle x,y,z} di {\displaystyle I},
{\displaystyle {\frac {f(x)+f(y)+f(z)}{3}}+f\left({\frac {x+y+z}{3}}\right)\geq {\frac {2}{3}}\left[f\left({\frac {x+y}{2}}\right)+f\left({\frac {y+z}{2}}\right)+f\left({\frac {z+x}{2}}\right)\right].}
Viceversa, se ƒ è continua, allora è convessa se e solo se la disuguaglianza precedente vale per ogni x, y, z in {\displaystyle I}.  Se ƒ è strettamente convessa, la disuguaglianza è stretta ad eccezione del caso x = y = z.
Vi sono delle generalizzazioni pesate di questa disuguaglianza, oppure con un qualsiasi numero finito di punti anziché 3.